# Tegnérkapellet
Tegnerkapellet är en kyrkobyggnad i Växjö stift. Den tillhör Växjö stads- och domkyrkoförsamling.

## Kyrkobyggnaden
Kapellet har fått sin namn efter biskop Esaias Tegnér. 1850 fattade sockenstämman i Växjö beslut att ett kapell skulle uppföras att användas vid begravningar på den 1807 - 1809 nyanlagda kyrkogården, som även den så småningom kom att få bära biskopens namn- Tegnérkyrkogården. Kapellet uppfördes 1856 efter en ritning som är signerad av J.P.Lind. Det fick sin plats på norra delen av kyrkogården. Det flyttades till sin nuvarande plats 1882. Kapellet är uppfört i trä med ett putsad fasad. Dess nuvarande exteriör i nyklassicistisk stil med den grekiskt inspirerade entrén harmonierar med Tegnérs nyantika stilideal. Kapellet som i dag inte bara är ett begravningskapell används också till gudstjänster. Det har omkring 83 sittplatser.

## Inventarier
- Altare
- Altarkrucifix
- Bänk resp stolsinredning

## Orgel
- 1968 flyttas en orgel hit från Västrabo kyrka. Den var ursprungligen byggd för Stockholms konserthus av Einar Berg, Stockholm och såldes 1958 till Västrabo kyrka. Orgeln är mekanisk.[1]

| Manual       |
| Gedackt 8’   |
| Principal 4’ |
| Oktava 2’    |
| Täckflöjt 2' |

- År 1994 installerades en ny orgel byggd av Ingvar Johansson, Västbo orgelbyggeri, Värnamo.

### Webbkällor
- Tegnérkapellet.Utg.Sv.Kyrkan
- Tegnerkapellet.Kult.hist.rapport[död länk]
- Orglar i Växjö